# Politika Irske

## Politički sustav
Prema Ustavu od 29. prosinca 1937. godine, koji je bio dopunjen u niz navrata, Irska je unitarna, parlamentarna republika s parlamentarnim sustavom vlasti. Biračko je pravo u Irskoj opće i jednako, a imaju ga svi građani s navršenih 18 godina života. Nacionalni blagdan u Irskoj je Dan svetoga Patrika, 17. ožujka.

## Upravna podjela
Upravno je država podijeljena na 4 pokrajine, te 29 županija i 5 gradova.

## Predsjednik
Na čelu je države predsjednik republike (Uachtarán na h’Éireann), ujedno i vrhovni zapovjednik vojske. Predsjednika republike biraju građani izravno za mandat od 7 godina i na najviše dva mandata. Dužnost predsjednika od 2011. godine obnaša Michael Daniel Higgins (Mícheál D. Ó hUiginn). 

## Vlada
Vlada obavlja izvršnu vlast, a za svoj je rad odgovorna parlamentu. Sastoji se od premijera (Taoiseach) i ministara. Premijera bira parlament, a postavlja predsjednik republike, koji na prijedlog premijera i podršku parlamenta postavlja i ostale članove vlade.

## Parlament
Zakonodavnu vlast ima dvodomni Parlament (Oireachtas), koji se sastoji od Zastupničkog doma (Dáil Éireann) i Senata (Seanad Eireann). Zastupnički dom ima 166 zastupnika koje građani biraju izravno. Senat ima 60 članova, od kojih 11 imenuje predsjednik vlade, po 3 biraju Državno sveučilište Irske i Sveučilište u Dublinu, a 43 člana biraju stručne skupine (predstavnici kulture, gospodarstva, javne uprave i socijalnih službi). Mandat je obaju domova 5 godina.

## Sudbena vlast
Sudbenu vlast obavljaju Vrhovni sud, prizivni sudovi i prvostupanjski sudovi.

## Vanjske poveznice
|  | Zajednički poslužitelj ima još gradiva o temi Politika Irske |

Mrežna mjesta
- Government of Ireland, mrežno mjesto irske vlade (engl.)
- Houses of the Oireachtas  Arhivirana inačica izvorne stranice od 18. siječnja 2017. (Wayback Machine), mrežno mjesto irskog parlamenta (engl.)
- President of Ireland, mrežno mjesto irskog predsjednika (engl.)
- Arthur Williamson, Novi modeli upravljanja u Irskoj: Europska unija i uključenost neprofitnog sektora i sektora zajednice u multidimenzionalnom razvoju partnerstva u 90-im godinama 20. stoljeća, Revija za socijalnu politiku 2/2001., Hrčak